# Ectemnonotum luzonensis
Ectemnonotum luzonensis är en insektsart som först beskrevs av Victor Lallemand 1931.  Ectemnonotum luzonensis ingår i släktet Ectemnonotum och familjen spottstritar. Inga underarter finns listade i Catalogue of Life.